# Maltepe-Universität
Die Maltepe-Universität (türkisch Maltepe Üniversitesi) ist eine private, staatlich anerkannte Universität in Maltepe, Istanbul. Ihr Rektor ist Edibe Sözen. Im Gegensatz zu vielen anderen privaten Universitäten in der Türkei wird Türkisch als Unterrichtssprache gewählt. Diejenigen Studierenden, die von der Eignungsprüfung der Englischabteilung nicht befreit sind, melden sich für das zweisemestrige Intensiv-Englisch-Vorbereitungsprogramm an. Alle Studierenden belegen während ihres Grundstudiums obligatorische Englischkurse. 
- Maltepe-Universität (türkisch/englisch)